# Sergio Marchionne
Sergio Marchionne (olaszul: sɛrdʒo marˈkjɔnne; Chieti, 1952. június 17. – Zürich, 2018. július 25.) olasz-kanadai üzletember, a CNH Industrial elnöke, a Fiat, majd a Fiat Chrysler Automobiles  elnöke és vezérigazgatója, a Ferrari elnök-vezérigazgatója és a Maserati elnöke.

## Élete
Az abruzzói Chieti nevű városban született, Olaszországban. Édesapja az isztriai karabélyos hadtestnél szolgált. Marchionne 13 éves volt, amikor családjával rokonokhoz költöztek Kanadába, azon belül Torontóba, ezután megkapta a kettős állampolgárságot. Folyékonyan beszélt angolul, franciául és olaszul. A Torontói Egyetemre járt, ahol filozófiát tanult. Később kereskedelmi diplomát szerzett a University of Windsor-on, a York Egyetemen pedig jogból diplomázott 1983-ban.
Marchionne kezdetben adótanácsadóként dolgozott. 2004-ben nevezték ki a Fiat| S.p.A. élére, amely az idő tájt a csőd közelébe került. Az olasz üzletember nem csupán megmentette, de meg is erősítette a csoportot, majd a Chrysler-konszernt is felvásárolta, a Dodge, RAM és Jeep márkákkal együtt. Létrehozta a Fiat Chrysler Automobiles (FCA) holdingot. A Scuderia Ferrari Formula–1-es csapat vezetésében is érdekelt volt.

## Halála
Marchionne Olaszországban június 26-án fáradtan jelent meg a nyilvánosság előtt, amikor Jeepeket mutatott be az Arma dei carabinierinek, azaz a karabélyosok hadtestének. Az FCA július 5-én bejelentette, hogy Marchionne egészségügyi szabadságot kapott, miután vállműtéten esett át a Zürich Egyetemi Kórházban és ezt követően szövődmények léptek fel nála. Olasz lapértesülések szerint halálát megelőzően tüdőrákban szenvedett.
Állapotának súlyossága miatt Marchionnét július 21-től helyettesítették az FCA, a Ferrari, az SGS és a CNH vezetői testületében is. Az orvosok szarkómát diagnosztizáltak a vállán, betegsége súlyosságát munkatársai elől is eltitkolta. A vállműtét ennek a betegségnek a kezeléséhez tartozott. A műtét során Marchionne stroke-ot kapott és kómába esett, súlyos agykárosodást szenvedett. Az olasz üzletember 2018. július 25-én, 66 éves korában hunyt el a zürichi klinikán.

## Családja
Feleségétől, Orlandinától két fiúgyermeke született, Alessio és Tyler. Élete későbbi részében Manuela Battezzato volt az élettársa.